# Amiga 500
Il Commodore Amiga 500 o Commodore A500 (abbreviazioni comuni: "Amiga 500", "A-500", "A500", "500"; nome in codice: "Rock Lobster") è un home computer della Commodore Business Machines Inc. che lo ha commercializzato, in vari Paesi del mondo (tra cui l'Italia), dal 1987 al 1992. Basato sulla piattaforma informatica Amiga, è diretto discendente dell'Amiga 1000 verso cui mantiene compatibilità software,
Una versione potenziata dell'Amiga 500, l'Amiga 500 Plus, venne commercializzata dal 1991 al 1992. Entrambi i modelli furono sostituiti dall'Amiga 600 e dall'Amiga 600HD, commercializzati a partire dall'aprile 1992.

## Popolarità
L'Amiga 500 è stato molto popolare in tutto il mondo grazie al costo contenuto, a un vasto parco software (in parte ereditato dall'Amiga 1000) e alle capacità multimediali straordinarie per l'epoca nella sua categoria di computer casalingo. L'Amiga 500 si dimostrò il modello più venduto della serie Amiga di Commodore, riscuotendo particolare successo in Europa. Fu un modello assai popolare tra gli hobbisti, benché il suo uso più noto sia stato quello di macchina per videogiochi, date le sue caratteristiche grafiche e sonore avanzate. Amiga 500 vendette 6 milioni di unità in tutto il mondo.

## Due versioni
Essendo dotata del medesimo chipset dell'Amiga 1000 (l'OCS), anche l'Amiga 500 è stata prodotta in due diverse versioni: una versione in grado di gestire solo i modi video NTSC, l'altra versione in grado di gestire solo i modi video PAL. La prima versione era destinata ai Paesi del mondo che all'epoca adottavano lo standard televisivo NTSC, l'altra versione era destinata ai Paesi del mondo che all'epoca adottavano lo standard televisivo PAL.

## Storia

### Presentazione
L'Amiga 500 fu presentato assieme all'Amiga 2000 l'8 gennaio 1987 all'International Winter Consumer Electronics Show (8-11 gennaio 1987 - Las Vegas Convention Center - Las Vegas, Nevada, USA). La presentazione alla stampa europea avvenne il 27-29 gennaio al villaggio Club Aldiana presso Playa de Jandia, Fuerteventura.

### Commercializzazione
In Italia l'Amiga 500 venne commercializzato dal maggio 1987 al dicembre 1992 inizialmente con un prezzo di lancio di 1.121.000 lire (listino Commodore Italiana S.p.A.).

## Descrizione
A differenza dell'Amiga 1000, l'Amiga 500 si presenta in case monoblocco con tastiera (dotata di tastierino numerico) e floppy disk drive integrati, ma alimentatore esterno. Unica periferica in dotazione un mouse a due tasti. Il display video, necessario per l'utilizzo dell'Amiga 500, non era compreso ma, con un semplice cavo SCART-RGB era possibile far svolgere tale funzione ad un comune televisore dotato di ingresso AV, in quanto pienamente compatibile con la frequenza di uscita del segnale. La soluzione con tastiera integrata nel case è in linea con la maggior parte degli home computer dell'epoca (primo fra tutti il Commodore 64, grande successo commerciale di Commodore International): pensata per un uso prevalentemente casalingo e ludico/didattico.
L'Amiga 500, per quanto riguarda l'hardware, sostanzialmente è un Amiga 1000: oltre al case le uniche altre differenze rispetto all'Amiga 1000 sono 512 KiB di Chip RAM di serie invece che 256 KiB, il Kickstart residente su ROM invece che su floppy disk, e, dalla revisione 6 della scheda madre, la capacità di indirizzare fino a 1 MiB di Chip RAM invece che 512 KiB.
Il sistema operativo di serie sull'Amiga 500 è l'Amiga WorkBench 1.2 (fino alla revisione 5 della scheda madre) o WorkBench 1.3 (dalla revisione 6 in poi della scheda madre).

## Videogiochi
Dei circa 7000 videogiochi conosciuti per Amiga, circa 5800 sono compatibili con l'hardware OCS e quindi generalmente con l'Amiga 500, fatti salvi altri requisiti come la quantità di RAM installata.
Secondo una selezione fatta dalla rivista Retro Gamer, dichiaratamente approssimativa data la difficoltà di scelta, i dieci più grandi giochi per Amiga 500 (molti dei quali compatibili anche con il precedente Amiga 1000) sono Worms, Jimmy White's Whirlwind Snooker, Another World, Lemmings, Speedball 2, The Secret of Monkey Island, Alien Breed, Sensible Soccer, Theme Park, Wings.
In una selezione successiva, basata sul sondaggio dei lettori, vennero nominati anche Sensible World of Soccer, Cannon Fodder, Frontier: Elite II, Turrican II, Formula One Grand Prix, Kick Off 2, Super Cars II, Monkey Island 2, The Chaos Engine, Hunter, Rainbow Islands, Stunt Car Racer, The Settlers, Dungeon Master, Lotus Esprit Turbo Challenge, Wings of Fury, Hired Guns, It Came from the Desert, Populous II, Datastorm.

## Specifiche tecniche
- CPU: Motorola 68000 a 7,09 MHz (versione dell'Amiga 500 destinata ai Paesi utilizzanti lo standard televisivo PAL) o 7,16 MHz (versione dell'Amiga 500 destinata ai Paesi utilizzanti lo standard televisivo NTSC).
- Chipset: OCS (inizialmente con Fat Agnus in grado di indirizzare fino a 512 KiB di Chip RAM, in seguito con Fat Agnus in grado di indirizzare fino a 1 MiB di Chip RAM).
- Memoria centrale: 256 KiB di ROM non volatile contenenti il Kickstart 1.2 o 1.3 (inizialmente l'Amiga 500 è stato commercializzato con il Kickstart 1.2, in seguito è stato commercializzato con il Kickstart 1.3), più  512 KiB di RAM volatile configurati come 512 KiB di Chip RAM (RAM accessibile sia alla CPU che ai coprocessori) e zero byte di Fast RAM (RAM accessibile solo alla CPU).
- Grafica: 320×256 progressiva o 320×512 interlacciata con 32 colori visualizzabili contemporaneamente da una palette di 4096, 640×256 progressiva o 640×512 interlacciata con 16 colori visualizzabili contemporaneamente da una palette di 4096.
- Suono: stereofonico generato da 4 canali audio PCM (2 per il canale stereo sinistro e 2 per il canale stereo destro) con risoluzione 8 bit/28 kHz (ampiezza campioni/frequenza campioni).
- Drive di serie: 1 floppy disk drive da 3,5" DS/DD[1] (alloggiato nell'unità centrale) in grado di memorizzare sul floppy disk fino a 880 KiB (utilizzando il file system dell'AmigaOS).
- Vani per drive generici: non presenti.
- Vani per drive custom: 1 da 3,5" situato nell'unità centrale e occupato dal floppy disk drive.
- Connessioni: 1 RGB-video, 1 parallela, 1 seriale, 1 disk drive, 3 audio (mono, right, left), 2 controller (mouse, joystick, ecc.).
- Periferiche esterne di serie: mouse meccanico a due tasti da collegare all'unità centrale via cavo.
- Sistema operativo di serie: prima AmigaOS 1.2 poi AmigaOS 1.3 (sistema operativo dotato, fin dalla sua prima release 1.0 del 1985, di multitasking preemptive e doppia shell: una shell con interfaccia a riga di comando e una shell con interfaccia grafica WIMP a colori).

## Accessori Commodore
Di seguito sono elencati gli accessori della Commodore Business Machines Inc. commercializzati per l'Amiga 500.
- Commodore A501: scheda di memoria (aggiunge 512 KiB di RAM volatile).
- Commodore A520: modulatore video in RF esterno.
- Commodore A1011: floppy disk drive esterno per floppy disk da 3,5" DS/DD (1 MiB di capacità nominale di memoria).
- Commodore A590: controller di periferica SCSI (massimo 7 periferiche collegate) più hard disk drive con disco fisso da 3,5" (20 MiB di capacità nominale di memoria).